# Paradiso e Inferno (Stefánsson)
Paradiso e Inferno è un romanzo islandese del 2007 scritto da Jón Kalman Stefánsson. In Italia è stato pubblicato da Iperborea. La traduzione è a cura di Silvia Cosimini. ISBN 9788870911909.

## Trama
È l'Islanda, dove le forze primordiali della natura rendono i destini immutabili nel tempo, il luogo di questo racconto di gente di mare persa nell'asprezza dei giorni e delle notti, di un ragazzo segnato dalla solitudine, e del suo grande amico Bárđur, pescatore di merluzzo per necessità, ma in realtà poeta, sognatore, innamorato dei libri e delle parole, le uniche in grado di "consolarci e asciugare le nostre lacrime, sciogliere il ghiaccio che ci stringe il cuore". Parole che possono anche essere fatali: come per Bárđur, rapito da quel verso del Paradiso perduto di Milton che ha voluto rileggere prima di imbarcarsi, al punto da dimenticare a terra la cerata, correndo il rischio di trovare una morte invisibile e silenziosa come quella dei pesci. Storia di tragedia e di ritorno alla vita all'inseguimento di un destino diverso, "Paradiso e inferno" è un'avventura iniziatica, un viaggio metafisico, la ricerca di un senso e di uno scopo alto nella vita, ma soprattutto un inno al potere salvifico delle parole. Con una scrittura magnetica che decanta l'essenziale, Jón Kalman Stefánsson racconta con infinita tenerezza un'amicizia, la storia di due ragazzi che si innalza in una sfera magica sopra il frastuono del mondo, per ricordare che la vita umana è sempre una gara contro il buio dell'universo, in cui "non abbiamo bisogno di parole per sopravvivere, ne abbiamo bisogno per vivere".

## Stile narrativo
Stefánsson utilizza uno stile di scrittura estremamente poetico che fa ampio utilizzo di immagini magiche ed evocative.

## Citazioni
- "Non so perché esisto. E non sono nemmeno sicuro di avere davanti a me abbastanza tempo per scoprirlo"
- "È facile illudersi quando si è da soli, uno può anche inventarsi una personalità, mostrarsi saggio, contegnoso, fingere di avere una risposta a tutto, ma poi in mezzo alla gente è tutto diverso, ti senti sotto esame, ecco, allora non sei più tanto contegnoso, e nemmeno tanto saggio, a volte sei un povero cretino e dici cose senza senso"
- "Gli occhi sfuggono a ogni controllo. Dobbiamo pensare a dove e quando li posiamo. L’intera nostra vita scorre attraverso gli occhi, e per questo possono essere fucili quanto note musicali, un canto di uccelli o un grido di guerra. Hanno il potere di svelarci, di salvarti, di perderti. Ho visto i tuoi occhi e la mia vita è cambiata"
- "Ci sono parole che hanno il potere di cambiare il mondo, capaci di consolarci e di asciugare le nostre lacrime. Parole che sono palle di fucile, come altre sono note di violino. Ci sono parole che possono sciogliere il ghiaccio che ci stringe il cuore, e poi si possono anche inviare in aiuto come squadre di soccorso quando i giorni sono avversi e noi forse non siamo ne’ vivi ne’ morti. Ma le parole da sole non bastano e finiamo a perderci nelle lande desolate della vita se non abbiamo nient’altro che una penna cui aggrapparci"
- "La gente vive, ha il suo momento, i suoi baci, le risate, gli abbracci, le sue parole dolci, le sue gioie e i suoi dolori, ogni vita è un universo che poi crolla su se stesso e non lascia niente dietro di sé se non pochi oggetti resi preziosi e attraenti dalla scomparsa del proprietario, diventano importanti, a volte sacri, come se un frammento di quell’esistenza che è sparita si fosse trasferita sulla tazza del caffè, sulla sega, sulla spazzola, sulla sciarpa. Ma tutto alla fine svanisce, i ricordi si cancellano e tutto muore. Dove prima c’era la vita e la luce adesso c’è il buio e l’oblio"